# Amietophrynus kerinyagae
Amietophrynus kerinyagae är en groddjursart som först beskrevs av Keith 1968.  Amietophrynus kerinyagae ingår i släktet Amietophrynus och familjen paddor. IUCN kategoriserar arten globalt som livskraftig. Inga underarter finns listade i Catalogue of Life.